# أييا ترياس (ثيسالونيكي)
أييا ترياس (Αγία Τριάς) هي مدينة في ثيسالونيكي في مقاطعة فوريا إلادا في اليونان.
يبلغ عدد سكانها حوالي 4431 نسمة.